# Ikonostas
Ikonostas je v pravoslavnih cerkvah lesena ali marmorna pregradna stena, ki loči prostor za vernike od oltarja. Ikonostas se nanaša tudi na prenosni stojalo z ikonami, ki se lahko postavi kjerkoli v cerkvi. Ikonostas se je razvil iz bizantinskega templja, postopek je bil končan do petnajstega stoletja.
Beseda izhaja iz grške εἰκονοστάσι (- ον) (eikonostási (- na), še vedno v splošni uporabi v Grčiji in na Cipru, kar pomeni "prostor za slike".
Do 14. stoletja na njem ni bilo ikon. Bilo je samo vodoravno bruno na štirih stebrih in z vrati v sredini. Odprtine levo in desno od vrat so bile zastrte z zavesami. Tako imenovane prestolne ikone Kristusa in Matere božje so bile na stenah ob straneh.
Od 14. stoletja dalje stoji ikona Kristusa južno, Matere božje pa severno od vrat na ikonostasu. Zgoraj dobi še eno vrsto ikon, po 16. stoletju pa so ikone tudi v več vrstah.

## Lokacija
Ladja je glavni del cerkve, kjer stoji večina vernikov, svetišče pa je območje okoli oltarja, vzhodno od ladje. Svetišče je običajno 1-3 stopnice višje od ladje. Ikonostas ne stoji neposredno na robu svetišča ampak je običajno pomaknjen nekaj metrov nazaj od roba zgornje stopnice. To tvori hodnik pred ikonostasom za duhovščino, ki se imenuje soleas. V samem središču soleas je podaljšek, pogosto zaokrožen, ki se imenuje ambon, na katerem diakon stoji ko bere litanije med bogoslužjem.
Ikonostas, čeprav pogosto visok, se redko dotakne stropa. Zvočno, to dovoljuje ekphoneses (liturgičnih vzkliki) duhovščine, ki ga jasno slišijo verniki. V majhnih sodobnih cerkvah je lahko ikonostas popolnoma odsoten: v takih primerih se nadomesti z nekaj majhnimi ikonami na stojalu (analogia), ki tvori virtualno prepreko.
Ikonostas ima običajno tri odprtine ali sklope vrat: Lepa ali Sveta vrata v centru ter vrata na severu in jugu vrata na obeh straneh. Lepa vrata se včasih imenujejo Kraljeva vrata, je pa to ime bolj primerno za osrednja vrata, ki povezujejo narteks ali verando z ladjo. Ta ostajajo zaprta, kadar ne poteka obred. Kdaj bi jih bilo treba odpreti, se razlikuje glede na pristojnosti in lokalne običaje.
Severna in južna vrata se pogosto imenujejo Vrata diakonov, ker jih diakoni pogosto uporabljajo. Ikone ki so pogosto upodobljene na teh vratih (predvsem Sv. Štefan Protomartyr in Sveti Efrem Sirski). Alternativno se lahko imenujejo Vrata angelov saj sta pogosto upodobljena nadangela Mihael in Gabriel. Južna vrata so tipično vhodna vrata in tukaj je Mihael, ker je »zagovornik«; Severna vrata so izhodna in tukaj je prikazan Gabriel, ker je »Božji sel«. Ta vrata se lahko imenujejo tudi stranska vrata.
Obstajajo nekatere izjeme, kjer oboje stranskih vrat prikazujejo nadangela Mihaela. Najbolj omembe vredna je cerkev svetega Jurija (Aghios Georgios) znotraj ekumenskega patriarhata Konstantinopla (današnji Carigrad).
V mnogih samostanskih cerkvah in kapelah lahko najdemo iconostase s samo dvemi vrati: Sveta vrata in Severna vrata. Te cerkve se uporabljajo za preprostejše samostanske obrede, ko vodi bogoslužje sam menih.

## Postavitev ikon
Število vrst, v katerih so urejene ikone, je na posameznem delu ikonostasa lahko različno. Na višku slovanskega razvoja je obsegal pet vrst ikon:
1. Spodnja vrsta se včasih imenuje vladarska. Na desni strani Lepih vrat (od ladje na sprednji strani), je ikona Kristusa (pogosto Pantokrator), na levi strani je ikona Matere božje. Ostale ikone v tej vrsti poleg tistih, ki so na samih vratih, obsegajo upodobitve zavetnikov katerim je posvečena cerkev (Sveti Janez Krstnik, Miklavž, eden ali več evangelistov, itd.). Nad tem sta dva zamenljivi: Kristus Pantokrator in podoba Velike noči (pasha);
2. V središču je velika ikona Kristusa na prestolu. Na levi in desni so ikone Janeza Krstnika in Matere božje pri molitvi. Pogosto jo obdajata ikoni nadangelov Mihaela in Gabriela, nato sv. Petra in Pavla in nato vsi drugi pomembni cerkveni očetje, ki se lahko namestijo, če prostor to dovoljuje;
3. Vrsta s Prazniki vsebuje ikone dvanajstih velikih praznikov liturgičnega leta. Nad tem, na prvih dveh stebrih so tudi zamenljivi med seboj;
4. Sledijo starozavezni preroki in patriarhi: dvanajst sinov Jakoba, pogosto na obeh straneh ikono Marije z znakom;
5. Dvanajst apostolov, ki so pogosto na obeh straneh in ikona, ki prikazuje bodisi Kristusa ali Sveto Trojico.

Prav tako ni nič nenavadno, da bi našli ikono skrivnostne večerje, ki prikazuje Zadnjo večerjo in z razširitvijo občestva svetnikov v Božjem kraljestvu, nekje nad Lepimi vrati.
Prva vrsta je vedno prisotna, vse ostale se lahko izpusti. Prednost imajo na Kristus Pantokrator ali Zadnja večerja, če se lahko vključijo le nekatere od njih. Samo največji in najbolj izpopolnjeni ikonostasi imajo vseh pet vrst.

## Razvoj
Arheološki dokaz iz samostana sv. Janeza iz Stoudiosa v Konstantinoplu predpostavlja, da se ikonostas razvil iz zgodnjega templja. Bazilika posvečena Janezu Krstniku je bila zgrajena leta 463. V njej oltarna pregrada obkroža oltar v obliki črke π z velikimi vrati, ki gledajo proti ladji in dvojimi manjšimi vrati na obeh straneh. Dvanajst vrst drži oltarno ploščo dolgo 1,6 m. Višina mize ni znana. Oltarna pregrada ni bila enostaven nizki parapet (kratki zid), glede na to da so odkriti ostanki stebričkov za katere  predpostavljajo, da so nosili arhitrav na vrhu stebrov..
Tempelj je postopno zamenjal vse ostale oblike oltarnih pregrad v bizantinskih cerkvah tekom 6., 7. in 8. stoletja razen v Kapadokiji. Sveta tradicija pripisuje odkritje trdnega ikonostasa sv. Baziliju Velikem.
Do poznega 10. stoletja je enostavna lesena oltarna pregrada ločila apsido od ladje v cerkvah vsekanih v pečine v Derinkuyuu, čeprav je do poznega 11. stoletja tempelj že postal standard. Razlog je verjetno v  spoštovanju in imitaciji velike cerkve Hagije Sofije v Konstantinopolu, čeprav je stebrna forma oltarne pregrade starejša..
Nedavno se je, posebej v diaspori, pojavilo liturgično gibanje, ki se nagiba k bolj odprtemu slogu ikonostasa. Ti ikonostasi imajo samo eno ali dve vrsti s široko odprtimi kraljevimi vrati.
Oltarni prikaz najden v nekaterih rimskokatoliških in anglikanskih cerkvah in katedralah je v mnogih delih Evrope (posebej v Angliji) tekom poznega srednjega veka zavzemal  podobno mesto, a je imel drugačno funkcijo.

## Vzhodno krščanstvo
Vzhodne pravoslavne in vzhodne katoliške cerkve, ki izvajajo vzhodni obred, se med seboj razlikujejo po uporabi ikonostasa. Armenska in sirska cerkev pogosto uporabljajo zaveso za razliko od fiksnega ikonostasa. Koptska in etiopska cerkev uporabljajo ikonostas, ki je včasih narejen rešetkasto tako, da je polprozoren.

## Vir
1. ↑  Matthews, Thomas F. The Early Churches of Constantinople: Architecture and Liturgy. Pennsylvania State University Press, PA, 1971, ISBN 0-271-00108-9
2. ↑  Kostof, Spiro (1972). Caves of God: The Monastic Environment of Byzantine Cappadocia. Cambridge, MA: MIT Press. ISBN 0-262-11042-3.

- Mala splošna enciklopedija, DZS, 1975